# Zakrzew (województwo wielkopolskie)
Zakrzew – wieś sołecka w Polsce położona w województwie wielkopolskim, w powiecie jarocińskim, w gminie Jarocin.
W latach 1975–1998 miejscowość należała administracyjnie do województwa kaliskiego.